# روبرت بارتليت (مستكشف)
روبرت بارتليت (بالإنجليزية: Robert Bartlett)‏ هو مستكشف كندي وأمريكي، ولد في 15 أغسطس 1875 في Brigus South ‏ في كندا، وتوفي في 28 أبريل 1946 في نيويورك في الولايات المتحدة.